# 市川美余
市川 美余（いちかわ みよ、1989年〈平成元年〉6月28日 - ）は、日本の元カーリング選手。現役時代は中部電力カーリング部（ポジションはサード）に所属し、主将を務めた。

## 人物
長野県北佐久郡軽井沢町出身。7歳からカーリングを始めた。清水絵美、佐藤美幸とともにチームwish（チーム掛川、チーム軽井沢）に所属し、2005年の日本ジュニアカーリング選手権大会で優勝。
長野県軽井沢高等学校卒業後、 2008年に中部電力に入社し、カーリング部に入部。2011年、12年、13年、14年の「日本カーリング選手権」で4連覇を達成した。
2014年ソチオリンピックの出場を目指していたが、日本代表決定戦で敗れ出場を逃し、2014年5月の新体制会見で引退を発表。同年6月30日付で中部電力を退社した。現在は解説者として活躍している。

## 戦績

### 日本代表
- 世界女子カーリング選手権（7位／2013年）
- パシフィックアジアカーリング選手権（2位／2012年、4位／2011年）

### クラブチーム
- 中部カーリング選手権（優勝5回／2010年 - 2014年）
- 日本カーリング選手権（優勝4回／2011年 - 2014年、3位／2010年）
- 日本ジュニアカーリング選手権大会（優勝／2005年、準優勝3回／2004年、2005年、2006年、3位／2003年）

## チーム

### 4人制女子
| シーズン | スキップ | サード   | セカンド | リード   | リザーブ   | 主な大会  |
| -------- | -------- | -------- | -------- | -------- | ---------- | --------- |
| 2007–08  | 市川美余 | 佐藤美幸 | 市川美佐 | 大岩聖奈 |            | JJCC 2007 |
| 2008–09  | 佐藤美幸 | 市川美余 | 清水絵美 | 大岩聖奈 |            | JJCC 2008 |
| 2009–10  | 藤澤五月 | 市川美余 | 清水絵美 | 佐藤美幸 |            | JCC 2010  |
| 2010–11  | 藤澤五月 | 市川美余 | 清水絵美 | 佐藤美幸 | 土屋由加子 | JCC 2011  |
| 2011–12  | 藤澤五月 | 市川美余 | 清水絵美 | 佐藤美幸 | 松村千秋   | PACC 2011 |
| 2012–13  | 藤澤五月 | 市川美余 | 清水絵美 | 松村千秋 | 佐藤美幸   | WWCC 2013 |
| 2013–14  | 藤澤五月 | 市川美余 | 松村千秋 | 清水絵美 | 佐藤美幸   | JCC 2014  |

## 出演

### TV解説
- ABEMA-グランドスラムオブカーリング プレーヤーズチャンピオンシップ【2025.04.08 - 04.13】
  - ロコソラーレVS Silvana Tirinzoni（スイス）
  - ロコソラーレVS Anna Hasselborg（スウェーデン）
  - フォルティウスVS Rachel Catherine Homan

（カナダ）（準々決勝）
（開催地：カナダ・トロント）